# Meunasah Alue (Bandar Baru)
Meunasah Alue is een bestuurslaag in het regentschap Pidie Jaya van de provincie Atjeh, Indonesië. Meunasah Alue telt 287 inwoners (volkstelling 2010).